# Montelupo Albese
Montelupo Albese (piemontiul: Montluv) település Olaszországban, Piemont régióban, Cuneo megyében. Lakosainak száma 467 fő (2023. január 1.). Montelupo Albese Diano d’Alba, Rodello, Sinio és Serralunga d’Alba községekkel határos.

## Népesség
A település lakossága az elmúlt években az alábbi módon változott:
| Lakosok száma | 526  | 496  | 467  |
|               | 2017 | 2018 | 2023 |